# 塚原信行
塚原 信行（つかはら のぶゆき、1970年 - ）は、日本の社会言語学者。京都大学国際高等教育院教授、京都大学大学院人間・環境学研究科教授。

## 人物・経歴
1994年愛知県立大学外国語学部スペイン学科卒業。1999年名古屋大学大学院国際開発研究科博士課程（前期）国際コミュニケーション専攻修了、修士（学術）。2003年名古屋大学大学院国際開発研究科博士課程（後期）国際コミュニケーション専攻単位取得退学。博士（学術）。東京外国語大学アジア・アフリカ言語文化研究所共同研究員、豊川市国際交流協会ラテンアメリカ部会教育プログラム日本語教室コーディネーター、愛知県立大学外国語学部非常勤講師、京都大学高等教育開発推進機構准教授を経て、京都大学国際高等教育院附属国際学術言語教育センター初修外国語教室教授、京都大学大学院人間・環境学研究科共生人間学専攻外国語教育論講座協力教員（教授）。

## 著書
- 『ことば/権力/差別 : 言語権からみた情報弱者の解放』（ましこ・ひでのり編著）三元社 2006年
- 『新感覚・スペイン語のエッセンス』（堀田英夫, 糸魚川美樹と共著）朝日出版社 2007年
- 『マルチ言語宣言 : なぜ英語以外の外国語を学ぶのか』（大木充, 西山教行編）京都大学学術出版会 2011年
- 『パラグアイ -- 言語政策の移植は可能か』三元社 2012年
- 『多言語主義再考 : 多言語状況の比較研究』（砂野幸稔編）三元社 2012年
- 『法生活空間におけるスペイン語の用法研究』（堀田英夫編）ひつじ書房 2016 年
- 『機械翻訳と未来社会』（瀧田寧, 西島佑編著）社会評論社 2019年

## 出演
- まいにちスペイン語[5]